# ویوارد پاینز
ویوارد پاینز (به انگلیسی: Wayward Pines) یک مجموعه تلویزیونی معمایی و علمی–تخیلی محصول سال ۲۰۱۵ آمریکا است که از ۱۴ مه ۲۰۱۵ بر شبکه رسانه‌ای فاکس پخش می‌شد.

## بازیگران

### اصلی
- مت دیلون در نقش ایتن بُرک
- کارلا گوجینو در نقش کیت هیسون
- توبی جونز در نقش دیوید پیلچر
- شانین سوسامون در نقش ترسا برک ، همسر ایتن
- رید دایموند در نقش ، هارولد بالینجر
- تیم گریفین در نقش آدام هسلر
- چارلی تاهان در نقش بن برک ، پسر ایتن و ترسا
- جولیت لوئیس در نقش بورلی ، یک متصدی بار
- ملیسا لیو در نقش پاملا "پم" پیلچر
- ترنس هاوارد در نقش کلانتر آرنولد پوپ
- جیسون پاتریک در نقش دکتر تئو یدلین
- نیمرت کار در نقش ربکا یدلین ، همسر تئو
- جاش هلمن در نقش زاندر بک
- تام استیونز در نقش جیسون هیگینز
- کیسی رول در نقش کری کمپبل
- هوپ دیویس در نقش مگان فیشر
- جایمن هانسو در نقش سی.جی میچام

### دوره‌ای
- گرتا لی در نقش روبی دیویس
- سیوبان فالون هوگان در نقش آرلنی موران
- بارکلی هوپ در نقش برد فیشر
- سارا جفری در نقش امی ، دوست دختر بن
- چاد کروچاک در نقش تیم بل
- کریس مارشال در نقش النا
- جاستین کرک در نقش پیتر مک کال
- تریل راثری در نقش هنریتا
- ایان تریسی در نقش فرانکلین دوبز

## جوایز
| سال  | جایزه       | دسته بندی                             | دریافت کننده | نتیجه    |
| ---- | ----------- | ------------------------------------- | ------------ | -------- |
| ۲۰۱۶ | جایزه ساترن | بهترین مجموعه تلویزیونی علمی تخیلی    | ویوارد پاینز | نامزدشده |
| ۲۰۱۶ | جایزه ساترن | بهترین بازیگر مرد در تلویزیون         | مت دیلون     | نامزدشده |
| ۲۰۱۶ | جایزه ساترن | بهترین بازیگر نقش مکمل در تلویزیون    | توبی جونز    | نامزدشده |
| ۲۰۱۶ | جایزه ساترن | بهترین بازیگر نقش مکمل زن در تلویزیون | ملیسا لیو    | نامزدشده |

## بازخورد ها
امتیازات ویوارد پاینز در راتن تومیتوز و متاکریتیک .
| فصل ها | امتیازات      | امتیازات    |
| ------ | ------------- | ----------- |
| فصل ها | راتن تومیتوز  | متاکریتیک   |
| ۱      | ۷۸ ٪ (۷۷ نقد) | ۶۶ (۳۴ نقد) |
| ۲      | ۴۳ ٪ (۱۴ نقد) | ۴۶ (۹ نقد)  |